# Cisterna di Latina
Cisterna di Latina é uma comuna italiana da região do Lácio, província de Latina, com cerca de 31.839 habitantes. Estende-se por uma área de 142 km², tendo uma densidade populacional de 224 hab/km². Faz fronteira com Aprilia, Artena (RM), Cori, Latina, Norma, Sermoneta, Velletri (RM).

## Demografia
| Variação demográfica do município entre 1861 e 2011                               |
|                                                                                   |
| Fonte: Istituto Nazionale di Statistica (ISTAT) - Elaboração gráfica da Wikipedia |